# Sioma Zubicky
Sioma Zubicky, född Semyon Zubicky, 1 juli 1926 i Berlin i Tyskland, död 31 augusti 2014 i Stockholm, var en journalist, författare tillika överlevande från koncentrationslägret Auschwitz. Sioma Zubicky arbetade sedan början av 1990-talet aktivt mot rasism, främlingsfientlighet och mobbning. Hans bok "Med Förintelsen i bagaget", som utkom 1997, skildrar hans erfarenheter av Förintelsen och nazisternas Europa. Boken är även utgiven under titeln "Spiel, Zirkuskind, Spiel" i Tyskland.

## Biografi
Sioma Zubicky växte upp i en rysk cirkusfamilj. Familjen var ateister men av judisk börd. Cirkusen var en multikulturell miljö med artister från olika delar av världen. Barnen lärde sig snabbt av varandra och Sioma lärde sig att tala åtta språk flytande. Siomas roll på cirkusen blev att spela xylofon, ett artisteri som under tider försörjde hela familjen.  
Efter att Hitler kommit till makten, flyttade familjen först till Tjeckoslovakien, sedan till Schweiz och till sist till Frankrike. Väl där lyckades Sioma få tillstånd att uppträda inför tyska trupper tillsammans med sin far. De två arbetade i hemlighet med att förse den franska motståndsrörelsen med information om de militäranläggningar de fick tillgång till. 
Samröre med motståndsrörelsen betraktades som ett allvarligt brott som bestraffades med dödsstraff, och den 14 juli 1943 genomförde den tyska polisorganisationen Gestapo ett förhör med Siomas mor Annie. Hon kände inte till inblandningen med motståndsrörelsen och nekade till anklagelserna men erkände att familjen var av judisk börd i hopp om att rädda dem. Annie, Sioma och Siomas yngre bror Victor fördes till Drancy (interneringsläger) och därifrån vidare till Auschwitz. Sioma fick numret 146021 intatuerat på armen. Av de 992 personer som fördes till Auschwitz med samma transport överlevde endast 13, varav Sioma var en. Siomas mor Annie och yngre bror Victor mördades i Auschwitz, troligtvis genom gasning. 
Sioma Zubickys föreläsningar syftade till att vittna om vad han varit med om samt att uppmana unga generationer att lära av historien, för att motverka att något liknande skulle kunna ske igen. Han föreläste under årens lopp för mer än en miljon ungdomar i Sverige och för bl.a. den dåvarande tyska förbundskanslern Gerhard Schröder i presidentpalatset i Berlin.
Sioma Zubicky mottog 1997 års pris från Ungdom Mot Rasism med följande motivering: Sioma Zubicky vände sina erfarenheter från en av mänsklighetens största katastrofer till ett obetingat ja till livet, ja till medmänsklighet och att vara en levande deklaration för alla människors lika värde. Siomas förmåga att dra paralleller mellan historiens erfarenheter och oroshärdar i dagens samhälle har tjänat som inspiration och en milstolpe för tusentals ungdomar i deras ställningstaganden i kampen för en bättre framtid. 2004 mottog han pris från Stiftelsen Hela Sverige – Artister mot Nazister för sitt arbete.
Hösten 2013 höll Sioma Zubicky sin sista föreläsning.